# Mogueirães
A aldeia de Mogueirães localiza-se no sopé da Serra do Caramulo.
A sua população, dedica-se essencialmente à agricultura, pecuária e construção civil. A indústria  tem se desenvolvido desde os anos 2000, atualmente conta com várias empresas de construção, uma padaria e uma empresa de transportes.
O seu monumento mais importante é a Capela de Santo António. Esta mesma, localiza-se no centro da aldeia. Todos os anos, no mês de Junho, aí se realiza a tradicional "Festa de Santo António" que acolhe muitos romeiros. A escola e a capela são os únicos edifícios públicos nela existentes.
Como traje típico, usa-se a capucha de burel, a saia e a blusa de linho, os tamancos de madeira e as meias de lã.
Os seus pratos típicos são: cabra no forno, vitela à moda de lafões e aletria.